# The Kinks
The Kinks (рус. Кинкс) — британская рок-группа, образованная в Масвелл-Хилл, северном Лондоне, в 1963 году братьями Реем и Дейвом Дэвисами. Они считаются одной из самых влиятельных рок-групп 1960-х годов. Группа возникла в разгар британского ритм-энд-блюза и мерсибита и недолго участвовала в британском вторжении в Соединённые Штаты, пока их гастроли не были запрещены в 1965 году. Их третий сингл, написанный Реем Дэвисом «You Really Got Me», стал международным хитом, возглавив чарты в Соединённом Королевстве и достигнув Топ-10 в Соединённых Штатах.
Музыка The Kinks опиралась на широкий спектр влияний, включая американский R&B и рок-н-ролл, а затем заимствованный британский мюзик-холл, фолк и кантри. Группа приобрела репутацию отражателя английской культуры и образа жизни, чему способствовал остроумно-наблюдательный стиль письма Рея Дэвиса, и проявился в таких альбомах, как Face to Face (1966 г.), Something Else (1967 г.), The Village Green Conservation Society (1968 г.), Arthur (1969 г.), Lola Versus Powerman (1970 г.) и Muswell Hillbillies (1971 г.), а также сопровождающие их синглы, включая трансатлантический хит «Lola» (1970 г.). После периода затишья в середине 1970-х годов группа пережила возрождение в конце 1970-х и начале 1980-х годов с их альбомами Sleepwalker (1977 г.), Misfits (1978 г.), Low Budget (1979 г.), Give the People What They Want (1981 г.) и State of Confusion (1983 г.), последними из которых вышел один из самых успешных американских хитов группы «Come Dancing». Кроме того, такие группы, как Van Halen, The Jam, The Knack, The Pretenders и The Romantics, записали каверы на их песни, что помогло увеличить продажи пластинок The Kinks. В 1990-х годах такие брит-поп-группы, как Blur и Oasis, отмечали большое влияние группы.
Рей Дэвис (ритм-гитара, ведущий вокал, клавишные) и Дейв Дэвис (соло-гитара, вокал) оставались участниками группы на протяжении всего 33-летнего существования. Самый продолжительный участник группы Мик Эйвори (барабаны и перкуссия) был заменён Бобом Хенритом, ранее работавшим в Argent, в 1984 году. Оригинальный бас-гитарист Пит Куэйф был заменён Джоном Далтоном в 1969 году. После ухода Далтона в 1976 году Энди Пайл ненадолго стал басистом группы, а в 1978 году его заменил басист Argent Джим Родфорд. Сессионный клавишник Ники Хопкинс сопровождал группу в студии на многих их записях в середине-конце 1960-х годов. Группа стала официальной пятёркой в 1970 году, когда к ним присоединился клавишник Джон Гослинг. Гослинг ушёл из группы в 1978 году; сначала его заменил бывший участник Pretty Things Гордон Эдвардс, а затем, в 1979 году, Иэн Гиббонс. Группа дала своё последнее публичное выступление в 1996 году и распалась в 1997 году в результате творческой напряжённости между братьями Дэвисами.
У The Kinks было пять синглов из Топ-10 в американском чарте Billboard. Девять их альбомов вошли в Топ-40. В Великобритании у них было семнадцать синглов из Топ-20 и пять альбомов из Топ-10. Четыре альбома The Kinks были сертифицированы RIAA как золотые, и группа продала 50 миллионов пластинок по всему миру. Среди многочисленных наград они получили премию Айвора Новелло за «Выдающиеся заслуги перед британской музыкой». В 1990 году первоначальные четыре участника The Kinks были введены в Зал славы рок-н-ролла, а также в Зал славы музыки Великобритании в ноябре 2005 года.

## История

### Истоки и первые годы (1963—1965)
У истоков группы стояли братья Дэвисы, Рэй и Дэйв, которые выросли в Лондоне. Одно время на роль вокалиста претендовал ещё Род Стюарт. Большую часть песенного репертуара группы написал Рэй. В 1963 году братья назвали свою команду The Ravens и заключили контракт на запись альбома. Подобно большинству британских групп того времени, The Ravens играли блюз, а их кумирами были ритм-энд-блюзовые музыканты из США. Первым синглом Дэвисов, выпущенных под именем The Kinks, была кавер-версия «Long Tall Sally» Литтл Ричарда.
В августе 1964 года динамичный сингл в стиле гаражный рок «You Really Got Me» дебютировал в Великобритании на первом месте. Шумный успех сопутствовал ему и в США. Слушателям запомнился яростный гитарный проигрыш (рифф), построенный всего лишь на двух аккордах. Инструментовка песни производила впечатление нарочитой грубости, необработанности. Успех этой композиции, наряду с некоторыми композициями The Beatles и The Who, привёл к утяжелению рок-музыки в целом и проложил дорогу для возникновения таких течений, как хард-рок, панк-рок и хеви-метал.
В течение следующего года The Kinks выпустили ряд успешных записей («All Day and All of the Night», «Tired of Waiting for You») и непрерывно выступали — главным образом в США. Музыкальные критики включили их наряду с The Beatles, The Rolling Stones и The Who в «большую четвёрку» (Big Four) рок-групп «британского вторжения» в Штаты. Между тем американские консерваторы возмущались тем, что популярность английских групп в США привела к упадку национальной музыкальной индустрии. По-видимому, именно в протекционистских целях на исходе лета 1965 года The Kinks было запрещено выступать с концертами в этой стране.

### Концептуальные альбомы (1965—1973)
Закрытость американского рынка привела к тому, что The Kinks претерпели превращение в самую английскую из всех рок-команд. В течение последующих нескольких лет они черпали вдохновение не в калифорнийской психоделии, а в лондонских мюзик-холлах и национальной эстраде. В 1966 году они выпустили один из первых концептуальных альбомов — «Face to Face». Летом того года самым крупным хитом в Великобритании стала их сатирическая песня «Sunny Afternoon». К этому времени стало ясно, что Дэйвис вырос в по-настоящему крупного поэта-песенника. В 1967 году была записана едва ли не самая известная его мелодия, «Waterloo Sunset», которая по опросу Би-би-си была признана самими англичанами лучшей песней о Лондоне.
С распространением психоделии в Европе популярность The Kinks у себя на родине стала падать. Как раз в это время им был разрешён въезд в США. Они пустились в очередные гастроли по Америке, предварительно выпустив один из своих самых сильных концептуальных альбомов — «Arthur (Or the Decline and Fall of the British Empire)». Период с 1967 по 1972 год считается золотым временем в истории группы. С выходом хитового сингла «Lola» (1970) они вернулись к более тяжёлому звучанию, которое отличало их ранние работы. Главный герой этой песни — трансвестит: весьма рискованная тема для популярной музыки того времени.

### Последние альбомы (1973—1996)
C 1973 по 1976 год The Kinks в очередной раз переосмыслили свой образ. В этот период Рэй Дэйвис занялся написанием рок-опер, для постановок которых состав группы был значительно расширен. Первая рок-опера Дэйвиса, «Preservation», имела много общего с водевилем и с треском провалилась. Несмотря на холодный приём, за ней последовали ещё три аналогичных проекта. В начале 1980-х The Kinks частично смогли вернуть былую популярность. Их новые записи были близки по стилистике к «новой волне»; особенно успешным оказался сингл «Come Dancing» (1983).
Со второй половины восьмидесятых отношения между Рэем и Дэйвом — двумя столпами группы — стали портиться. Новые записи коллектива не пользовались успехом ни у критиков, ни у публики. Оба брата всё больше времени уделяли личной жизни и сольным проектам, а с 1997 года и вовсе перестали общаться. В 1983 году у Рэя Дэйвиса и Крисси Хайнд из The Pretenders родилась дочь. Определённый всплеск интереса к The Kinks наблюдался в середине 1990-х, когда молодые команды Blur и Oasis признали в англоцентричных братьях Дэвисах предшественников брит-попа.

### Воссоединение группы (2008 — настоящее)
В ноябре 2008 года BBC News сообщило, что Рэй Дэвис подтвердил многочисленные слухи о воссоединении группы в скором времени.
Распад коллектива, который не был заявлен официально, был связан с неважным здоровьем Дэйва Дэйвиса, пережившего сердечный приступ в 2006 году. Сам Дэйв участвовать в воссоздании группы отказался, никак это не прокомментировав. 23 июня 2010 года в возрасте 66 лет скончался оригинальный басист группы Пит Куэйф. 20 января 2018 года скончался давний басист группы Джим Родфорд.
В июне 2018 года братья Дэвис заявили, что работают над новым студийным альбомом The Kinks с Avory, но к началу 2021 года так и не было выпущено ни одной записи. В июле 2019 года от рака умер бывший клавишник Ян Гиббонс. В том же месяце группа заявила, что работает над новой музыкой. В интервью The New York Times в декабре 2020 года Рэй Дэвис не указал, что проделана большая работа, сказав: «Я хотел бы снова поработать с Дэйвом — если он будет работать со мной». Отвечая на вопрос о воссоединении в интервью, опубликованном в январе 2021 года, Дэйв Дэвис сказал: «Мы уже об этом говорили. Я имею в виду, что материала много, и, знаете, это ещё может произойти.».
В марте 2023 года Эвори опроверг слухи о воссоединении группы, сославшись на разногласия между братьями Дэвис: «Я не думаю, что это возможно сейчас — во-первых, по состоянию здоровья. И я не думаю, что мы когда-нибудь сможем это сделать, потому что Дэйв хотел сделать это одним способом, а Рэй — другим, что было вполне нормальным мышлением для них. […] Рэй подумал [о том], чтобы сделать это как „эволюционный тур“ — у вас есть разные люди, которые пришли в группу, и какие песни они записали, и какие песни повлияли на них. Я подумал, что это было бы интереснее. Но я думаю, что Дэйв просто хотел „группу“ — не особенно с моим участием. Просто реформировать что-то вроде того, что было, когда я ушел, — просто группу с ним и Рэем».

## Участники
Бывшие участники
- Рэй Дэвис (англ. Ray Davies) — вокал, ритм-гитара, клавишные, гармоника (1963—1996)
- Дейв Дэвис (англ. Dave Davies) — соло-гитара, слайд-гитара, бэк и ведущий вокал, банджо (1963—1996)
- Мик Эвори (англ. Mick Avory) — ударные, перкуссия (1963—1984)
- Пит Куэйф (англ. Pete Quaife) — бас-гитара, бэк-вокал (1964—1966[23][24] 1966—1969; умер в 2010)
- Джон Далтон (англ. John Dalton) — бас-гитара, вокал (1966[24][25], 1969—1976)[25][26]
- Энди Пайл (англ. Andy Pyle) — бас-гитара (1976—1977)
- Джим Родфорд (англ. Jim Rodford) — бас-гитара, бэк-вокал (1978—1996; умер в 2018)
- Джон Гослинг (англ. John Gosling) — клавишные, бэк-вокал (1970—1978)
- Гордон Джон Эдвардс (англ. Gordon John Edwards) — клавишные, бэк-вокал (1978—1979; умер в 2003)[1]
- Ян Гиббонс (англ. Ian Gibbons) — клавишные, бэк-вокал (1979—1989, 1993—1996; умер в 2019)
- Боб Хенрит (англ. Bob Henrit) — ударные, перкуссия (1984—1997)
- Марк Хейли (англ. Mark Haley) — клавишные, бэк-вокал (1989—1993)[2]

Принимавшие участие в записи
- Раса Дэвис (англ. Rasa Davies) — бэк-вокал от Kinks (1964) до The Kinks Are the Village Green Preservation Society (1968)
- Бобби Грэйем (англ. Bobby Graham) — ударные, перкуссия на некоторых треках альбомов Kinks (1964) и Kinda Kinks (1965; умер в 2009)
- Ники Хопкинс (англ. Nicky Hopkins) — клавишные, фортепиано (1965–1968; только сессионно; умер в 1994)
- Клем Каттини (англ. Clem Cattini) — ударные, перкуссия на некоторых треках The Kink Kontroversy (1965) и наложение ударных на Misfits (1978)

Духовая секция
- Майк Коттон (англ. Mike Cotton) — труба (1971–1972, 1977–1978)
- Джон Бичем (англ. John Beecham) — тромбон, туба (1971–1974, 1977–1978)
- Алан Холмс (англ. Alan Holmes) — саксофон, кларнет (1971–1974)
- Лори Браун (англ. Laurie Brown) — труба (1973–1974)
- Ник Нивалл (англ. Nick Newall) — саксофон, кларнет, клавишные, конги (1977–1985; умер в 2010)

Временная шкала

## Дискография
Указаны только официальные студийные альбомы, изданные в Великобритании во время существования группы; более подробная дискография представлена в основной статье.
| Год  | Название                                               | Примечания                   |
| ---- | ------------------------------------------------------ | ---------------------------- |
| 1964 | The Kinks                                              | Студийный альбом             |
| 1965 | Kinda Kinks                                            | Студийный альбом             |
| 1965 | The Kink Kontroversy                                   | Студийный альбом             |
| 1966 | Face to Face                                           | Студийный альбом             |
| 1967 | Something Else by The Kinks                            | Студийный альбом             |
| 1968 | The Kinks Are the Village Green Preservation Society   | Студийный альбом             |
| 1969 | Arthur (Or the Decline and Fall of the British Empire) | Студийный альбом             |
| 1970 | Lola versus Powerman and the Moneygoround, Part One    | Студийный альбом             |
| 1971 | Percy                                                  | Студийный альбом             |
| 1971 | Muswell Hillbillies                                    | Студийный альбом             |
| 1972 | Everybody's in Show-Biz                                | Студийный альбом             |
| 1973 | Preservation Act 1                                     | Студийный альбом (рок-опера) |
| 1974 | Preservation Act 2                                     | Студийный альбом (рок-опера) |
| 1975 | Soap Opera                                             | Студийный альбом             |
| 1976 | Schoolboys in Disgrace                                 | Студийный альбом             |
| 1977 | Sleepwalker                                            | Студийный альбом             |
| 1978 | Misfits                                                | Студийный альбом             |
| 1979 | Low Budget                                             | Студийный альбом             |
| 1981 | Give The People What They Want                         | Студийный альбом             |
| 1983 | State Of Confusion                                     | Студийный альбом             |
| 1984 | Word Of Mouth                                          | Студийный альбом             |
| 1986 | Think Visual                                           | Студийный альбом             |
| 1989 | UK Jive                                                | Студийный альбом             |
| 1993 | Phobia                                                 | Студийный альбом             |